# Robert Crannell Minor
Robert Crannell Minor (1839–1904), pintor estadounidense, nació en Nueva York el 30 de abril de 1839. 

## Trayectoria

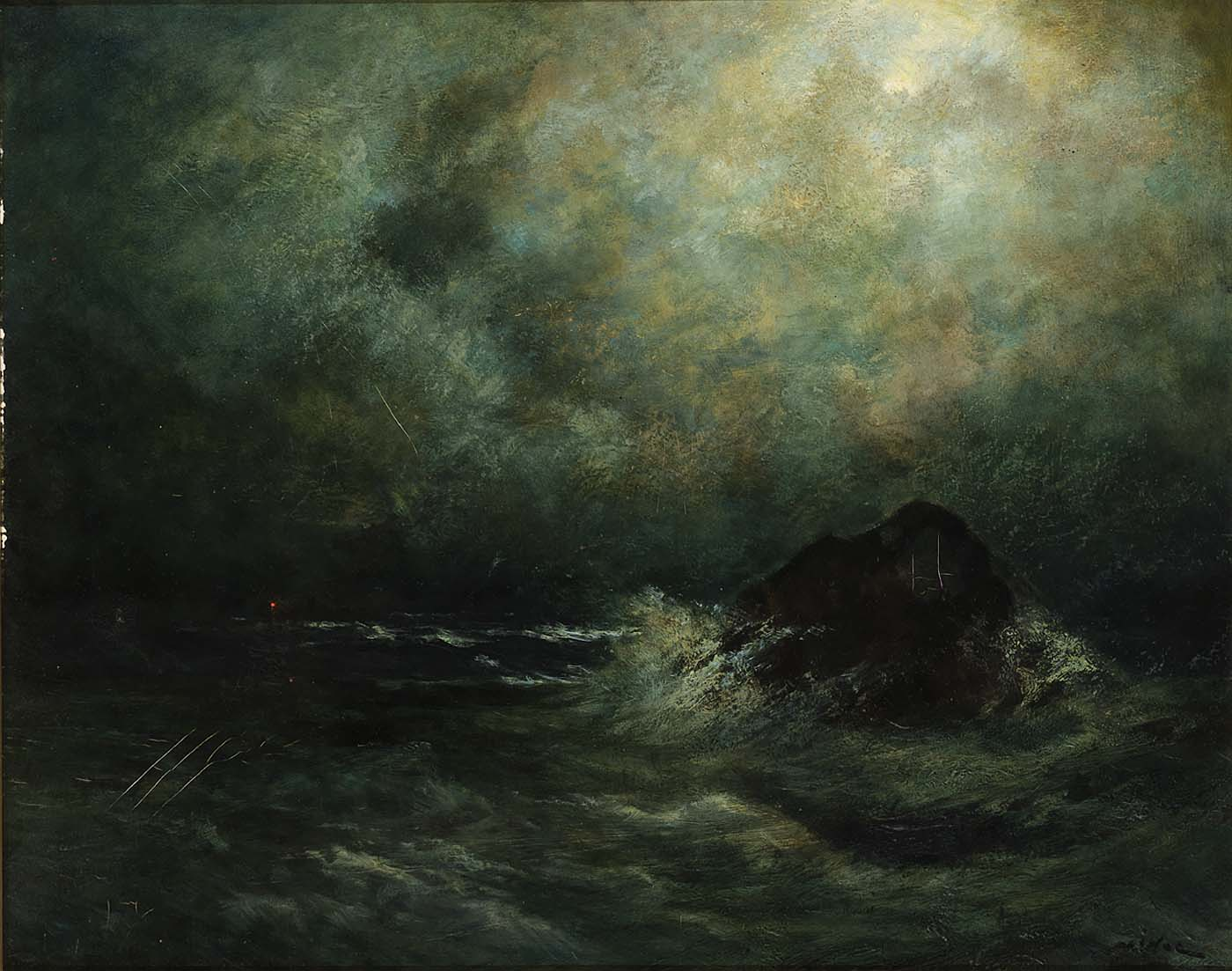
Robert C. Minor - Great Silas at Night - 1909 - Smithsonian American Art Museum

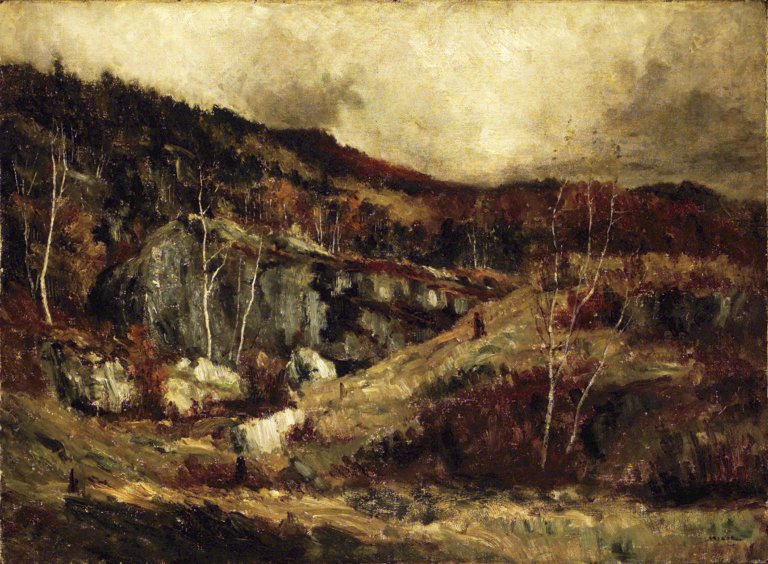
Brooklyn Museum - In the Adirondacks - Robert Crannell Minor

Su padre, Israel Minor, fue un comerciante que hizo una gran fortuna en el negocio farmacéutico. Cuando era joven, Robert Minor trabajó como contable en Nueva 

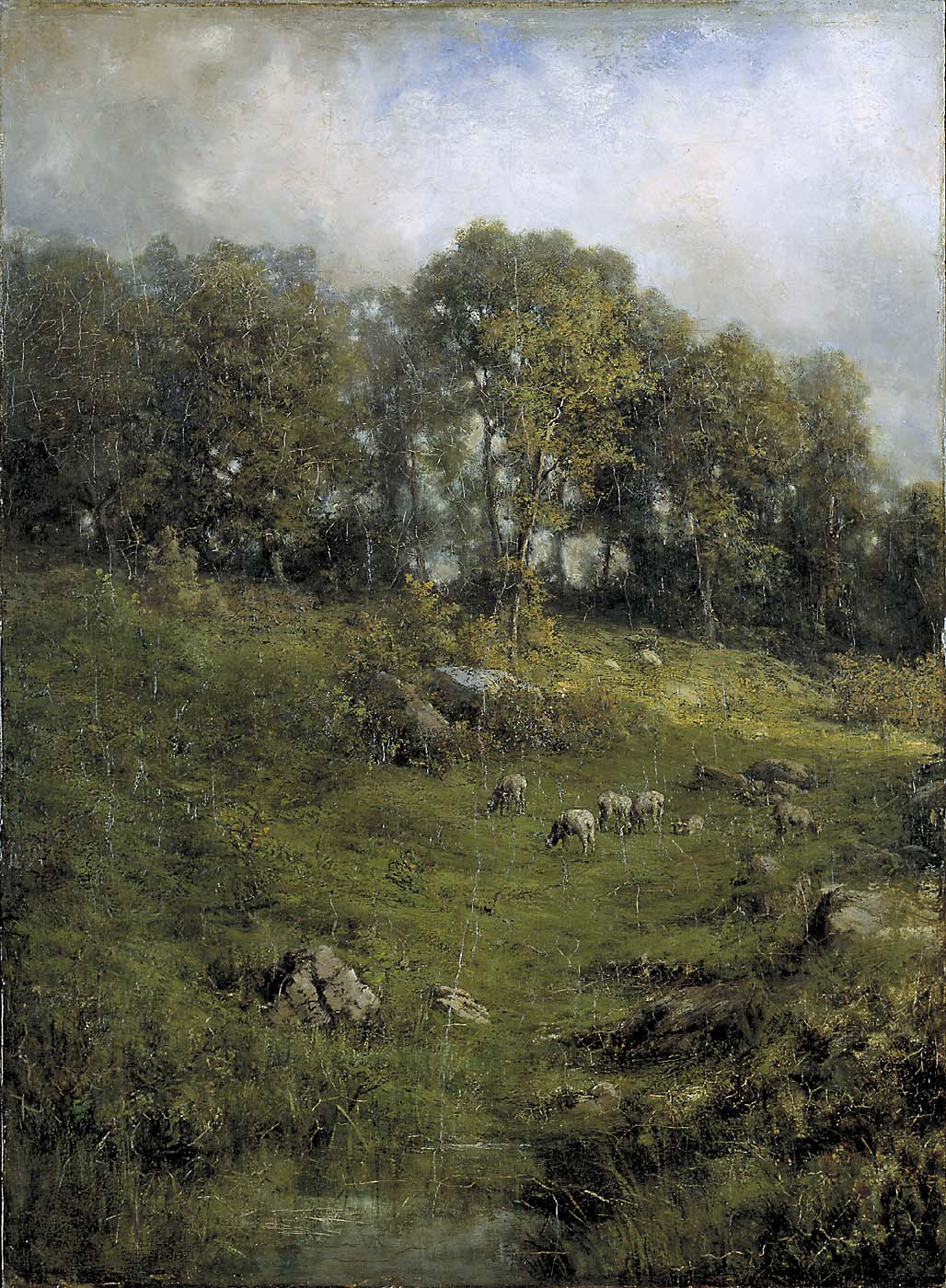
Robert C. Minor - A Hillside Pasture - Smithsonian American Art Museum

York, pero decidió estudiar arte cuando tenía poco más de treinta años. Después de estudiar en Nueva York con el pintor Alfred Cornelius Howland, Minor viajó al extranjero en 1871 para continuar su educación artística. Visitó varias galerías en Inglaterra antes de viajar a Barbizon, Francia, donde estudió con Díaz de la Peña. Posteriormente estudió en Amberes con Joseph Van Luppen e Hippolyte Boulenger. En 1874, fue vicepresidente de la Société artistique et littéraire de Amberes.

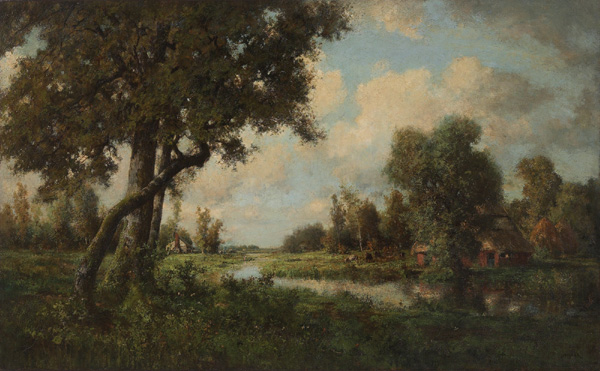
Robert Crannell Minor - The Wold of Kent, England (ca 1870)

A su regreso a Estados Unidos en 1874, abrió un estudio en Nueva York. Pintó durante muchos años en su estudio en el Old University Building de la Universidad de Nueva York. Pintaba al aire libre en las montañas Adirondack y más tarde en Waterford, Connecticut, y pronto se hizo conocido por sus paisajes que se asemejaban a los de la Escuela de Barbizon. Bajo la influencia de George Inness y Alexander Helwig Wyant, también comenzó a pintar en un estilo más tonalista. Su pintura Great Silas at Night (1897) muestra su adopción del estilo tonalista, mientras que su persistente estilo de Barbizon se puede ver en A Hillside Pasture. Desde la década de 1890 hasta su muerte, Minor expuso frecuentemente con los tonalistas en Nueva York. En 1897, fue elegido miembro de la Academia Nacional de Diseño de Estados Unidos. En 1900, Minor alcanzó el apogeo de su éxito en la histórica subasta de William T. Evans en 1900, donde su pintura The Close of Day (colección privada) alcanzó los 3.050 dólares, el precio más alto por un paisaje de un pintor estadounidense vivo en esa subasta.
A lo largo de su vida, Minor fue miembro de la Sociedad de Artistas Estadounidenses y del Club Salmagundi. Expuso en Nueva York, Brooklyn, Chicago y otros lugares de los Estados Unidos, así como en la Royal Academy de Londres y los salones de París y Amberes. Minor estuvo aquejado de mala salud durante la última década de su vida. Pero eso no afectó materialmente la cantidad de su producción, y la sugerencia de que afectó a la calidad de su obra es una mala lectura de la creciente abstracción en algunas de sus pinturas posteriores. Murió en su casa de Waterford, Connecticut, el 4 de agosto de 1904. Sus pinturas pertenecen a las colecciones del Smithsonian American Art Museum, la Yale University Art Gallery, el Mead Art Museum, el Lyman Allyn Museum, el Florence Griswold Museum, el Brooklyn Museum, el Museo de Arte de Newark, el Robert Hull Fleming Museum, el Haggin Museum, el Club Salmagundi, la Galería de Arte Memorial y el Museo de Arte de la Universidad de Arizona.

## Obra

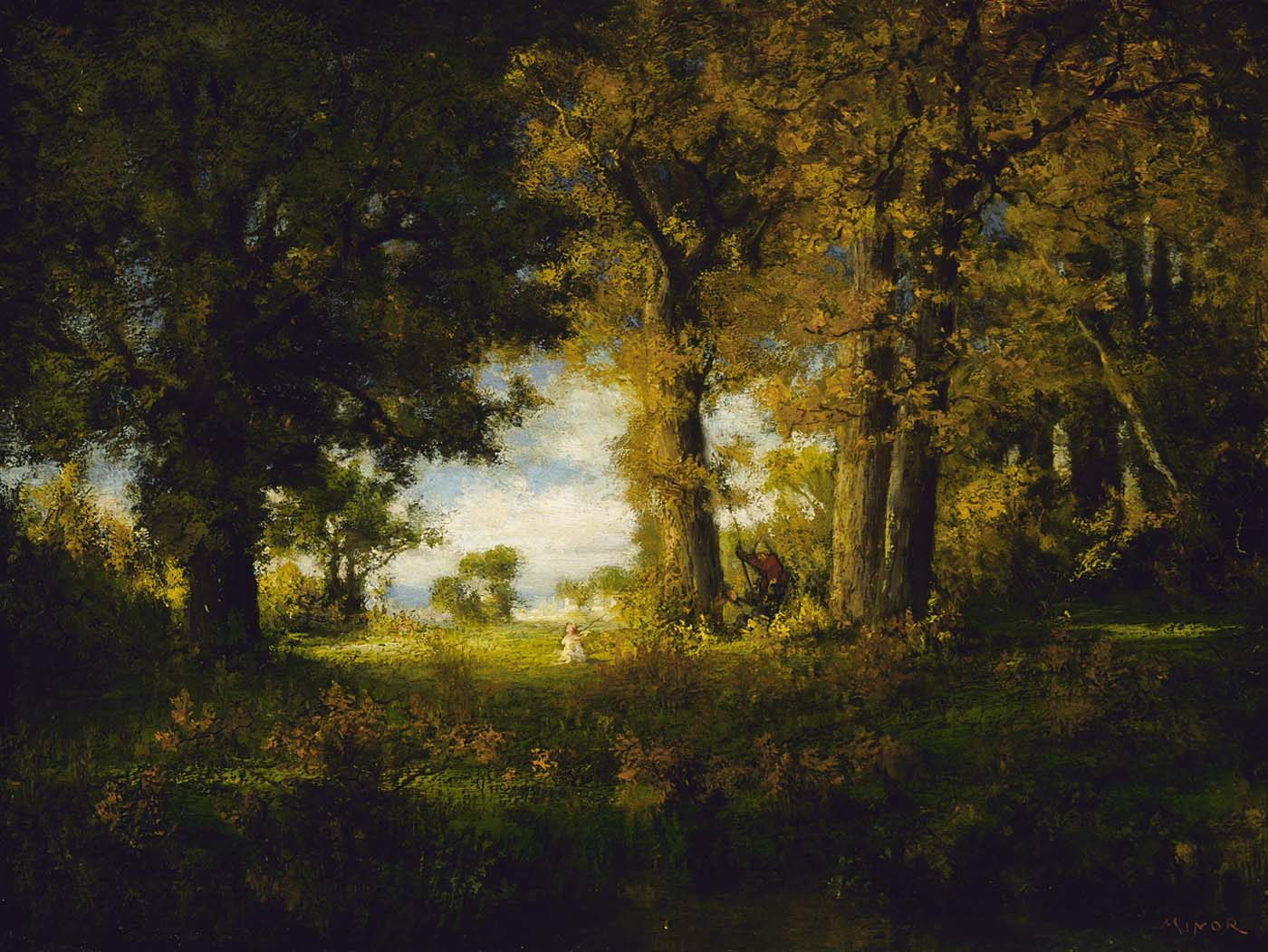
Robert C. Minor - October - Smithsonian American Art Museum

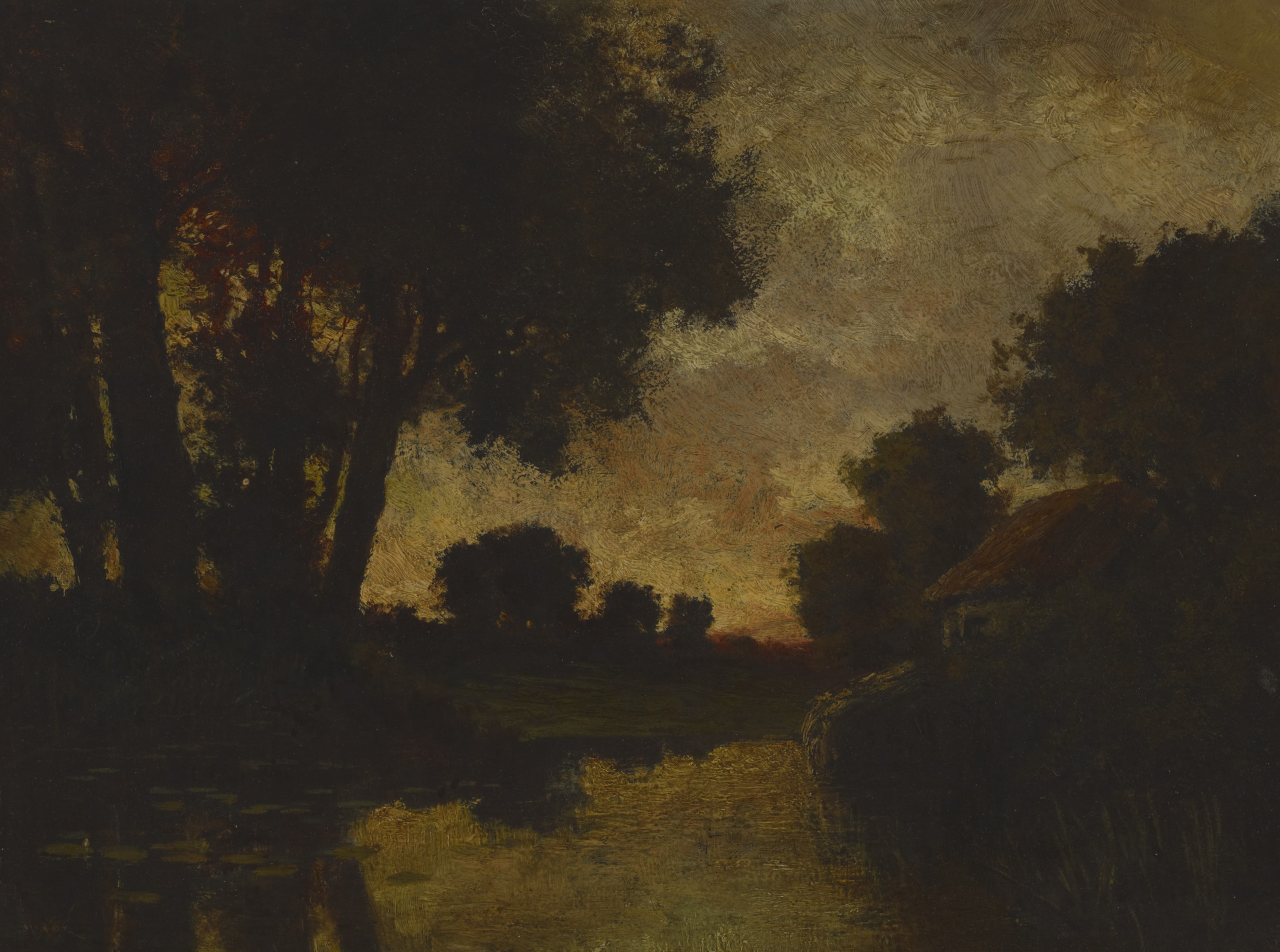
Robert Crannell Minor - River at Sunset - Yale University Art Gallery

Sus pinturas son características de la escuela de Barbizon y el tonalismo, y fue particularmente afortunado con los efectos de atardecer y crepúsculo; pero fue solo a los pocos años de su muerte cuando comenzó a estar de moda entre los coleccionistas. Entre sus obras se encuentran:
- Silent Lake (1872 - Salón de París - una pintura al óleo) ver https://www.invaluable.com/auction-lot/robert-crannell-minor-american-1839-1904-122-c-78b41edbfb
- Otoño (1874)
- Tarde (1875)
- Amanecer" también conocido como "Amanecer" (1876)
- Bajo los robles (1878)
- Estudio de Corot (1878)
- Atardecer (1879)
- El arroyo (1879)
- Otoño en el lago Champlain (1879)
- Días de octubre (1880)
- Anochecer (1881)
- El valle de Kennett (1882)
- Al borde del bosque (1882)
- Interior del bosque (1883)
- Mañana de junio (1883)
- El mundo de Kent, Inglaterra (1884)
- La cuna del Hudson (1885)
- El cierre del día (1886) ver: http://www.weissauctions.com/AMSEvents/ViewEvent.aspx?id=09c3a91d-b729-4fa3-95c3-0595001e23ab
- Verano indio en el Ausable (1888)
- Luz de luna en el sonido (1891)
- La estrella vespertina (1893)
- A Woodland Path, también conocido como A Pathway through the Woods (1895)
- Un día de verano (1896)
- Medianoche, también conocido como Moonlight (1897)
- Gran Silas de noche (1897)
- Octubre nublado, también conocido como Otoño nublado (1897)
- Septiembre junto al mar (1898)
- Cerca de New London (1900)
- Nocturno (1904)

## Nota
- Este artículo incorpora una traducción de la siguiente publicación de domínio público: Chisholm, Hugh, ed. (1911). "Minor, Robert Crannell". Encyclopædia Britannica (11th ed.). Cambridge University Press.